# Ronnie Taylor
Ronnie Taylor (Londres, 27 de outubro de 1924 - 3 de agosto de 2018) foi um diretor de fotografia britânico. Venceu o Oscar de melhor fotografia na edição de 1983 por Gandhi, ao lado de Billy Williams.